# Гори Рука

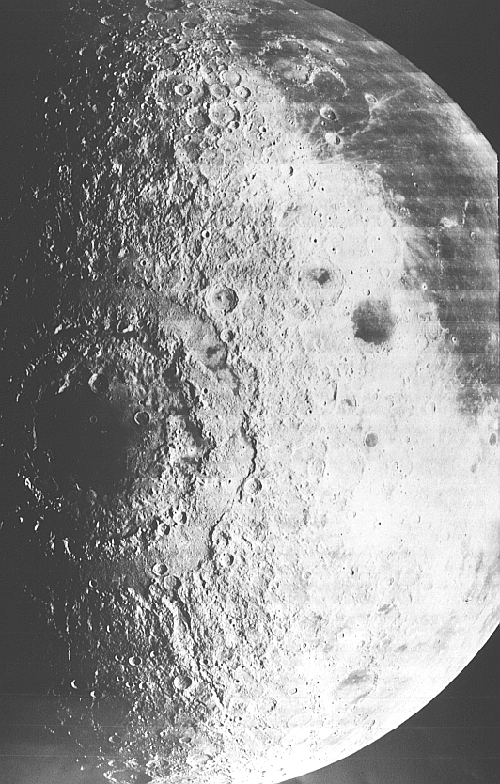

Гори Рук (лат. Montes Rook) — концентричні місячні гори, оточуючі Море Східне на зворотному боці Місяця. Із Землі можна спостерігати тільки східну частину гір, розташовану в південно-західній частині видимої сторони Місяця. «Гори Рука» фактично є двома концентричними структурами, неофіційно розділяються на зовнішні і внутрішні «гори Рука», і оточені з зовнішнього боку горами Кордильєри. Діаметр гірської структури становить близько 651 км, піднесення гір над навколишньою місцевістю близько 6000 м. Проміжок між зовнішніми і внутрішніми горами порізаний довгими долинами, подекуди заповненими базальтовою лавою, що утворює невеликі місячні моря, одним з яких є озеро Весни. У північно-східній частині проміжку між горами Рука і Кордильєрами знаходиться озеро Осені. У південно-східній частині гір знаходяться два невеликих кратери — Никольсон і Петтіт, в внутрішній північно-східній частині гір — кратери Копфф і Маундер, в південно-західній — кратер Голіцин. Гори розташовані в районі обмеженому селенографічні координатами 9,29 ° — 30,44 ° пд.ш., 82,58 ° — 105,53 ° з.д..
Гори Рука зобов'язані своїм походженням імпактній події, котра породила море Східне. За однією з точок зору — гори є зовнішнім валом кратера моря. Період утворення гір точно невідомий і належить до пізньоімбрійського періоду.
Попри традицію іменувати місячні гори за назвами земних, гори Рука отримали свою назву на честь британського астронома Лоуренса Рука (1622–1666). Назву присвоєно Йоганном Шретером в 1788 році. 1984 року місячні геологи виділили третю концентричну структуру в доповненні до зовнішніх і внутрішніх гір Рука. Дана структура — сама внутрішня, її діаметр становить близько 320 км. Власного найменування вона поки не отримала.
Наявність трьох концентричних структур гір Рука і відсутність офіційного визнання поділу на зовнішні і внутрішні гори є причиною безлічі непорозумінь й плутанини у вказівці розмірів, положення та селенографічних координат гір.